# Molotkivți, Kozeatîn
Molotkivți (în ucraineană Молотківці) este un sat în comuna Bezimenne din raionul Kozeatîn, regiunea Vinnița, Ucraina.

## Demografie
Componența lingvistică a localității Molotkivți
     Ucraineană (99,27%)
     Alte limbi (0,73%)
Conform recensământului din 2001, majoritatea populației localității Molotkivți era vorbitoare de ucraineană (99,27%), existând în minoritate și vorbitori de alte limbi.